# 城南寿井警察署
城南寿井警察署（ソンナムスジョンけいさつしょ）は、京畿地方警察庁所管の警察署である。

## 管轄区域
- 城南市のうち寿井区

## 沿革
- 1971年9月4日 - 広州警察署から分離して城南警察署として開設。管轄区域は広州郡のうち大旺面・楽生面・突馬面および中部面の一部。
- 1973年7月1日 - 大旺面・楽生面・突馬面および中部面の一部が城南市になったため、管轄区域が城南市になる。
- 1991年12月2日  - 城南南部警察署が設置されたため、管轄区域が城南市のうち寿井区になる。
- 1995年9月22日 - 城南中部警察署に改称。
- 2006年3月1日 - 城南寿井警察署に改称。
- 2007年3月29日 - 現在の庁舎に移転。

## 管轄地区隊
- 寿進地区隊
- 新興地区隊

## 管轄派出所
- 太平4派出所
- 福井派出所
- 高登派出所
- 中央派出所
- 寿進1派出所
- 山城派出所
- 陽地派出所